# Euphorbia kaessneri
Euphorbia kaessneri es una especie fanerógama perteneciente a la familia de las euforbiáceas.  Es originaria de  Kenia.

## Descripción
Tiene una raíz tuberosa; tallo erecto, herbáce que alcanza un tamaño de 54 cm de alto, simple; las hojas un poco carnosas, elípticas, lanceoladas, obtusas o subagudas, apiculadas, estrechándose en una base subsésil, miden 7,5-11,5 x 2,5-5 cm; con un nervio central prominente debajo.

## Ecología
Se encuentra en refugio de los árboles a una altitud de 580 metros en Kenia.
Solo se conoce a partir del tipo recogido en 1908, estando muy cercana de Euphorbia herbacea.

## Taxonomía
Euphorbia kaessneri fue descrita por Ferdinand Albin Pax y publicado en Botanische Jahrbücher für Systematik, Pflanzengeschichte und Pflanzengeographie 43: 86. 1909.
Etimología
Euphorbia: nombre genérico que deriva del médico griego del rey Juba II de Mauritania (52 a 50 a. C. - 23), Euphorbus, en su honor – o en alusión a su gran vientre –  ya que usaba médicamente Euphorbia resinifera. En 1753 Carlos Linneo asignó el nombre a todo el género.
kaessneri: epíteto otorgado en honor de Theodor Kässner, quien recolectó plantas en el África oriental para el Museo Británico y el Real Jardín Botánico de Kew.